# Tazzina da caffè

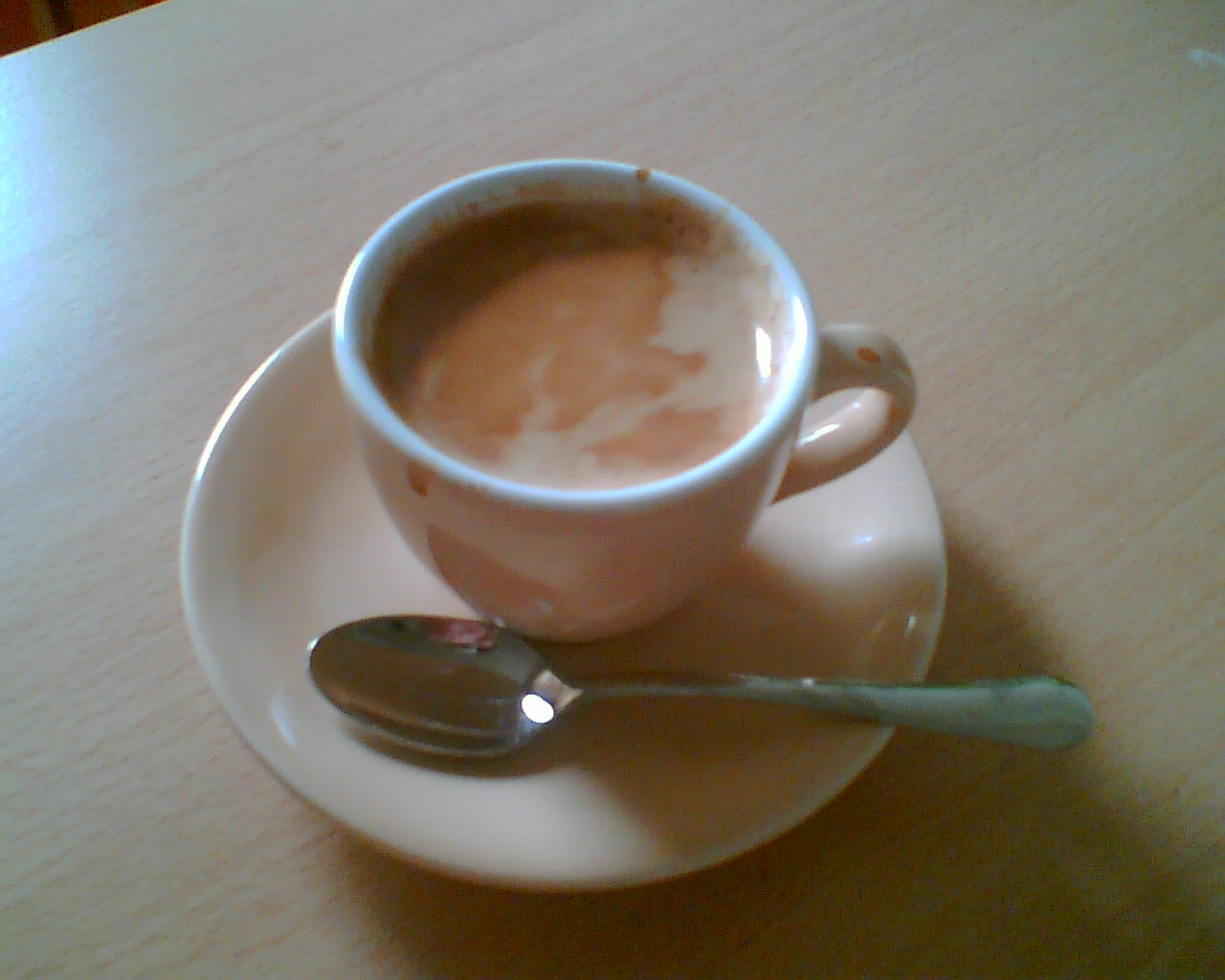
Tazzina con caffè macchiato

La tazzina da caffè è un tipo di tazza che si usa per servire il caffè.

## Caratteristiche
- Dimensione: Piccola, con un solo manico ad ansa, corredata di piattino
- Contenuto: contiene non più di 40 millilitri di liquido (il caffè espresso occupa da 25 a 35 ml)
- Materiale: realizzata con porcellana di grosso spessore per non disperdere il calore, nei bar viene tenuta in caldo sopra la macchina da caffè.

Se è una tazzina da bar è monocolore o con il logo della ditta fornitrice del caffè, se fa parte di un servizio da caffè riporta gli stessi colori o decorazioni degli altri pezzi.

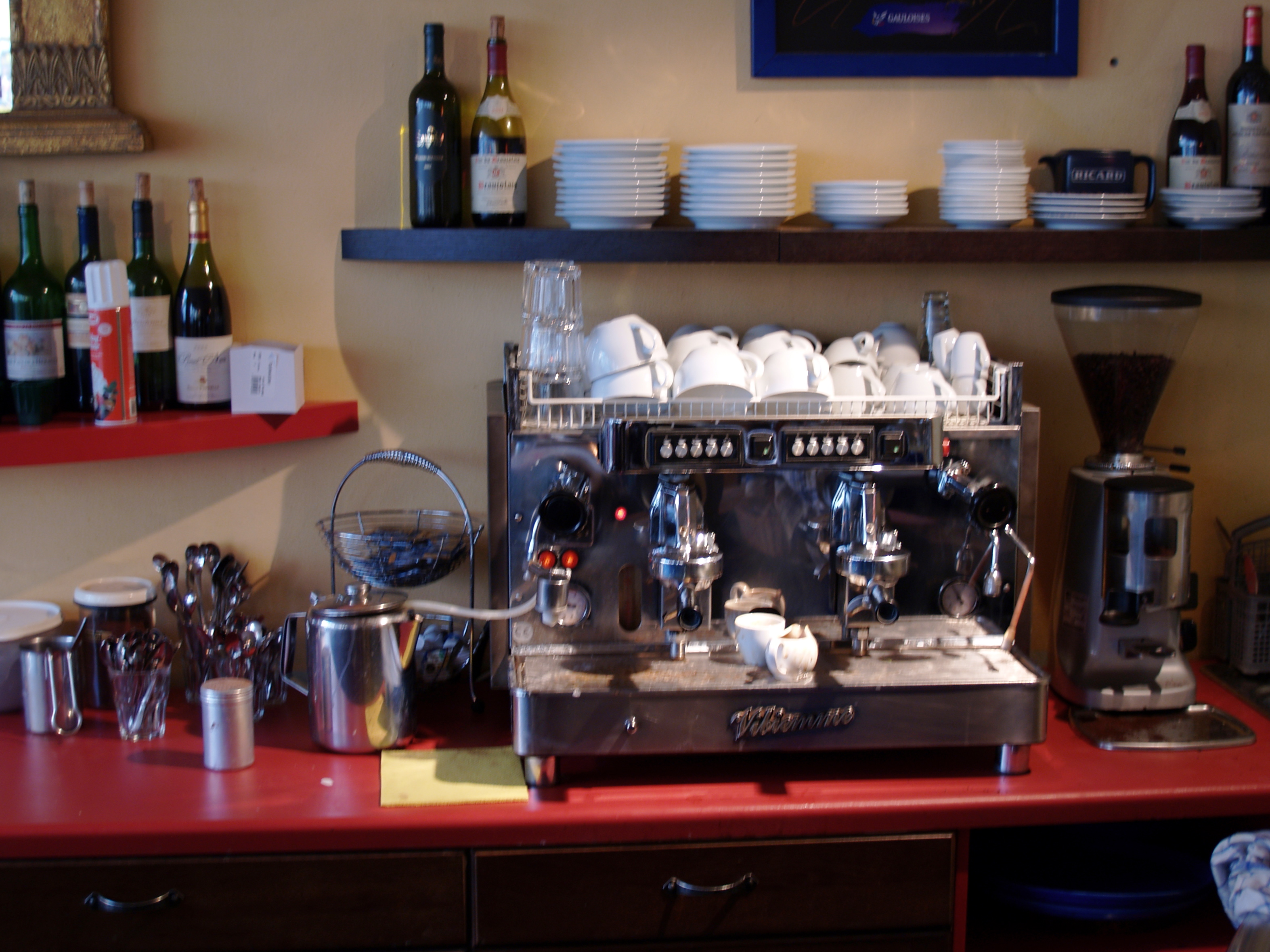
Macchina da caffè con tazzine in caldo